# 江灝
江灏（？—？），號禹门，福建漳州府漳浦县人，明朝政治人物。

## 生平
万历三十一年（1603年）癸卯科福建乡试舉人，三十二年（1604年）甲辰科进士，考選翰林院庶吉士，三十五年授户科给事中，彈劾福建税监高采，巡视光禄寺。三十七年外任浙江参议。四十六年升浙江右参政，四十七年考察去職。